# بابی بلیس
بابی بلیس (انگلیسی: Bobbi Bliss؛ زاده ۶ ژانویه ۱۹۷۳) بازیگر پورنوگرافی اهل ایالات متحده آمریکا است.